# 浜崎真二
浜崎 真二（はまざき しんじ、1901年12月10日 - 1981年5月6日）は、広島県呉市出身の元プロ野球選手（投手）・コーチ・監督、解説者・評論家。
現役時代は阪急ブレーブスに在籍。選手兼任監督として日本プロ野球史上最高齢公式戦出場記録を2014年9月5日に山本昌（中日）に破られるまで、64年間にわたり保持していた。また、身長は150cmから160cmまでいくつかの説があり、日本プロ野球史上最も背の低い選手とされることがある。
実弟・浜崎忠治も鶴岡一人らと広島商業で高校野球夏春連覇したときの選手（投手・内野手）で、その後審判として平和台事件の球審を務め、歴史的判断を下したことでも知られる。

## 経歴

### 中等学校野球
呉海軍工廠で働く人達が家を建てた呉市西の山の手・三津田の生まれ。藤村富美男や鶴岡一人、広岡達朗など呉出身の著名選手は皆この近辺の出。呉海軍工廠はバレーボール日本最初の実業団チーム・呉工廠排球チームを所有し、日本バレー黎明期の強豪として知られたが工員のスポーツ奨励に力を注ぎ、野球、卓球、庭球等も盛んで呉市民は海軍を通してそれらを知った。そうした影響で浜崎も野球を始めた。小学校卒業後、高等科2年を経て旧制広島商業に入学。当時のエースは石本秀一で、広商の予科2年時の1917年、外野手の補欠として第3回全国中等学校優勝野球大会（現全国高校野球選手権大会(鳴尾球場)）に出場した。翌1918年は米騒動で全国大会は中止。浜崎の実家も米屋で被害を受けた。
同年夏、友達が学校をさぼって海水浴に行き無期停学となり、これに巻き込まれ自身も広商の本科1年で退学。この後呉海軍工廠に半年間就職して野球を続け、前述の友達に誘われ1919年、神戸商業に入学した。「神戸商の浜崎」として「松山商の藤本定義」と共に全国屈指の投手に数えられ、1922年第8回全国中等学校優勝野球大会(鳴尾球場)に出場。サウスポーの快速球エース兼3番として勝ち進むが、決勝で当時最強を誇った和歌山中学に終盤8・9回、味方のエラー連発で8点取られ大逆転負け、準優勝。7回まで4点のリードに、地元夕刊紙は「神戸商業優勝」を伝える新聞を配ってしまい、翌朝の朝刊を見るまで多くの人は大逆転されたと知らなかったという。結局、浜崎はまったく異なる学校で、2度全国大会に出場したことになった。こうしたケースはもう一人、伊沢修（西村修）がいる。

### 早慶戦復活

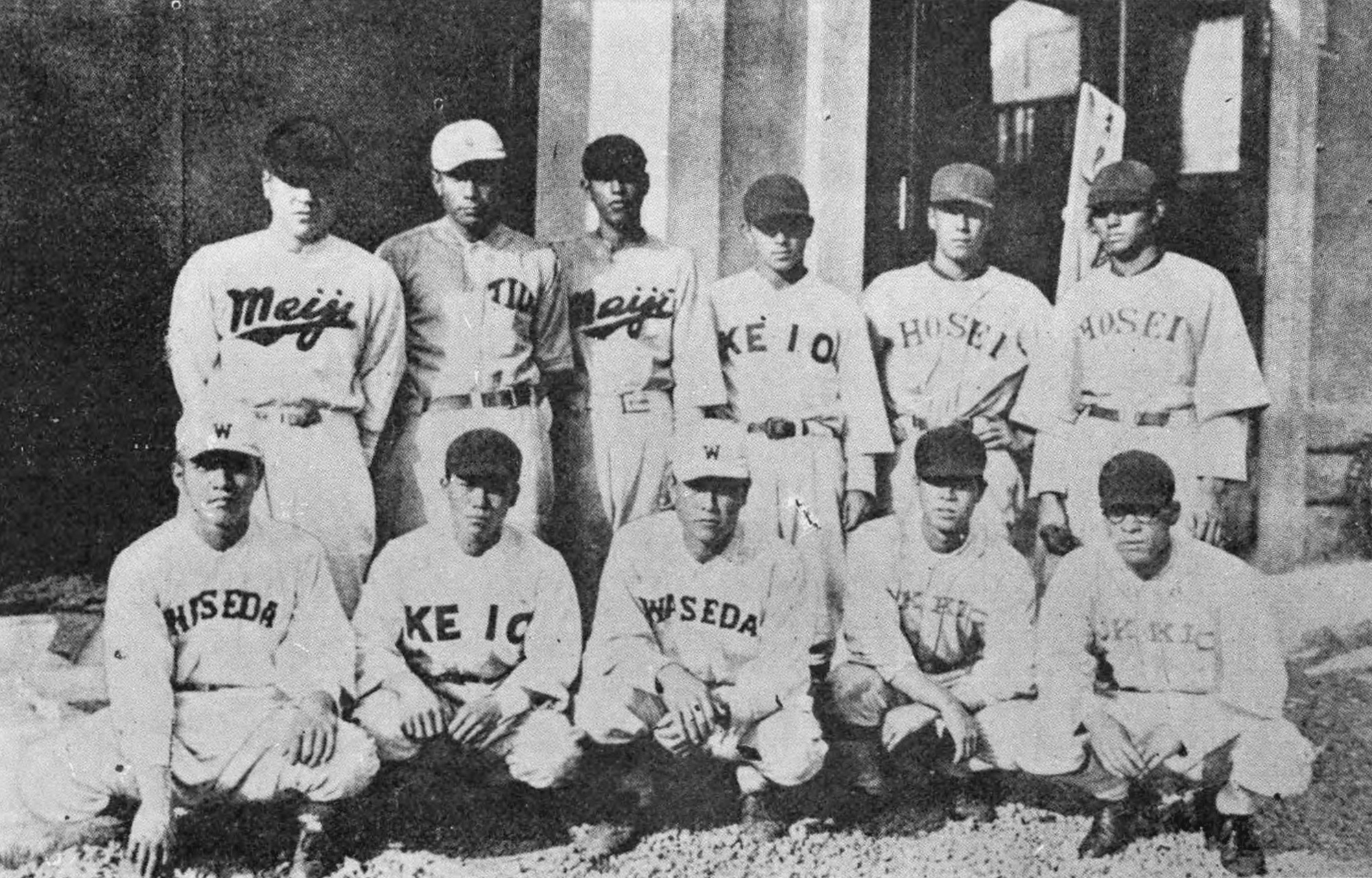
神宮球場玄関前での六大学投手陣
（1926年、前列左から2人目が浜崎真二）

1922年、関西で慶應系選手を主体にしたクラブ・チーム「ダイヤモンド倶楽部」に所属。関西へ初遠征してきた芝浦協会と対戦し、浜崎は永井武雄と二人で同チームを完封した。1923年、慶應義塾大学に進学。当時早慶戦は中止されていた時代、野球部は全部で15人だったという。新人ながら主戦投手に抜擢され、更に主軸打者としても活躍した。この年の関東大震災は満洲遠征で免れた。この年と1927年、極東選手権に全慶應の選手として出場。1925年、国民的関心時だった「早慶戦復活」最初の試合で腰を痛めて二回KOされ、神宮球場が完成した1926年も勝てず、慶應は二年間早稲田大学に勝てなかったが、"陸の王者"の歌詞で知られる慶應義塾大学応援歌「若き血」が出来た1927年、早稲田を2試合連続完封して雪辱を果たした。浜崎は"早慶戦のヒーロー"となる。長い間の「早慶戦」の断絶から、その後まる二年間、屈辱的な敗戦で負け続け、恨みが積もっていただけに、ナインの喜びは勿論のこと応援団は天地がひっくりかえるような騒ぎであった。"陸の王者"の絶叫は神宮の森にいつまでもこだました。早稲田と慶応の優劣の位置は完全に逆転し、大正後期の早稲田黄金期は遂に終わりを告げ、代わって慶応時代が到来した。このシーズン浜崎は絶好調で5試合に登板、与えた安打はわずか9本、得点は東大戦に捕逸で1点を失っただけで、あとは全部シャットアウトする快投ぶりであった。1927年、銭村健一郎らアメリカ在住の日系人の尽力により来日したニグロリーグ選抜・フィラデルフィア・ロイヤルジャイアンツと対戦する三田倶楽部の一番ライトとして出場した。慶應の米国遠征でも、“スクール・ボーイ(小学生)”と呼ばれアメリカでも有名となったこの米国遠征の帰途で、浜崎の先輩に対する不遜な態度により、浜崎除名事件がおきた。この影響で最上級生でなるべき主将にならず、若き岡田貴一が主将となった。リーグ戦は投手として29試合登板、14勝7敗、打者として78試合出場、221打数56安打、打率.253、1本塁打。2007年の野球界はプロ野球の裏金問題に端を発して高校野球の野球留学と特待生問題で大きく揺れたが、浜崎は自著に「神戸商業時代は、野球部関係の先輩が面倒を見てくれ」「慶應へ進んでからは三田倶楽部が世話をしてくれた」ため「親からは一文も仕送りをして貰わずに」済んだ、と書いており、こうした事例の確認出来る最初のものと考えられる。

### 都市対抗野球
1929年慶應卒業後、「お前は内地向きじゃない」と言われ、満洲に渡り、南満洲鉄道に入社し、満洲倶楽部で活躍。当時の満洲は大日本帝国の辺境的位置付けではあったが「運動王国の満洲」「日本のフィンランド」とも呼ばれる、スポーツの先進地域だった。所属する満洲倶楽部とライバル・大連実業との戦い"実満戦"は、満洲における"早慶戦"とも称され、来連当初に先輩から「歴史的試合で勝負如何は勝てば一年中全満の覇者として夏の都市対抗戦には出場出来るし、又大連市中を闊歩して威張られるが、若し反対に負けると一年中実業に頭が上らないし公私共に不愉快でならないから、是が非でも勝たなくてはならない」と言われ、度肝を抜かれた。両チームにはにその背後に満洲社会の二大勢力が控えており、満洲野球界は学校のライバル関係を基礎とする内地の野球界とは大いに性質を異にしていた。満洲倶楽部で投打の中軸として、毎年都市対抗野球に出場した。谷口五郎(岩瀬五郎)、渡辺大陸と並び、初期都市対抗を沸かせた"大投手ビッグ3"とも呼ばれた。同年第3回大会では児玉好雄らと共に満洲倶楽部2度目の優勝に貢献。1930年入営。
1931年第5回大会、初戦で八幡製鐵所の20歳の投手・大岡虎雄と投げあい2対1で敗れる。1932年の第6回大会では伏兵・全神戸に敗れたが準優勝投手。1934年、弟・浜崎忠治が満洲倶楽部に加入。戦前のアマチュア時代は左利きの“小さな大投手”として日本球界をリードした一人であった。
1931年、1934年と二度来日したジョー・ディマジオ、ベーブ・ルースら米大リーグ選抜チームと対戦する全日本軍（日本選抜チーム）にいずれも選ばれ好投、1934年は沢村栄治らを抑えて両チーム最多の7試合に登板した。のちに巨人軍の母体となったこのチームに残らないか、と誘われたが18戦全敗した事で、水原茂らと満洲に帰った。
帰国後も大連実業×満洲倶楽部の「実満戦」などに選手、球審として活躍。太平洋戦争勃発直前の1941年には明治神宮野球大会に監督兼投手として出場。準決勝、決勝を2試合連続完封して全国制覇し「41歳のエース」と謳われた。身長は150～160cmまで色んな説があり（浜崎自身は自著で五尺二寸と述べているが151cm説もある）、当時としてもかなり小柄な選手であった。

### 45歳でプレーイング・マネージャー
大会から帰ると太平洋戦争が勃発。満鉄と満洲国が出資して設立された満洲映画に入社。甘粕正彦理事長の元で働くが、俳優としてでは無く厚生部参与として社員のスポーツ振興の為雇われた。浜崎は甘粕を恐れず自らの意見を述べ、困難な時局を乗り越えるのはスポーツで心を一つにすることこそ最適と、放置された満映の土地を整地して、野球場のほかバレーボール、バスケット用施設の建設を甘粕に進言した。元々、野球が好きだった甘粕が野球部を作るため満鉄から浜崎を引き抜いたという証言もある。1944年、運動施設は完成するが、甘粕は1945年、終戦直後青酸カリで自決した。終戦後はソ連支配下の大連で満人との地位が逆転、先に引揚げた知人からトンカツ屋を譲り受け、ソ連兵相手にこれを経営など苦心したが小泉吾郎、安藤忍と共に「実満戦」復活を実現させた。1947年、大連からようやく日本に引き揚げ、まず六代目尾上菊五郎を頼ると小野三千麿らから、当時星野組、大日本土木など新興勢力として台頭していた土建屋の一つ熊谷組の監督に要請され一旦就任。しかし、後から前年中日の監督を務めしくじった早稲田出身の竹内愛一を総監督で迎えると言われ辞退した。
たまたま後楽園球場に野球を見に行ったら慶應の後輩で当時阪急の代表をしていた村上実に誘われ、45歳で選手兼総監督としてプロ野球に入団。これは今でも日本プロ野球選手史上入団最年長記録であり、浜崎は最も古いNPB選手ともいわれる。この年秋、オープン戦を巨人と帯同し、三原脩に口説かれ青田昇を巨人に返す。この1947年の公式戦は9月28日南海戦で総監督ながらマウンドに上がり別所昭と投げ合い、初回先頭打者の安井亀和に本塁打を打たれるも6回を2失点に抑え、野口二郎の救援を仰いで45歳で初登板初勝利。他に投手として3試合登板勝利1。この年チームの不振から6月下旬から総監督として指揮権を与えられると、5位から巻き返し一時3位に上げるも打撃不振で4位に終わる。翌年1948年に監督となり、既に46歳であったが、17試合登板3勝3敗。8月10日に記録した先発勝利は当時の日本プロ野球史上最年長の先発勝利記録であった（46歳8か月0日）。この年加入させた塚本博睦らを積極的に走らせた。翌1949年には低い下馬評を覆し武智修、内藤幸三、中谷準志、玉腰忠義ら、効果的な補強と天保義夫、今西錬太郎両投手をうまく使いこなし、シーズンを独走した巨人に唯一勝ち越すなど2位と躍進させた。
この頃八百長に関与する選手が多く、これの撲滅に自身も神戸の親分から3か月追いかけ回されるなどチーム作りには苦心。戦後初の黒人選手を入団させたり、丸尾千年次スカウトにまだ高校生の梶本隆夫と契約させたりしたが、小林一三社長が余り金にならない野球の埋め合わせに阪急西宮球場で競輪を開催するなどの消極策をとっていた。（競輪が人気を集めて開催日が増え、芝がひどく荒れたと言われている）1950年の2リーグ分裂時には赤嶺昌志 や宇高勲ら他球団による主力選手の引き抜きに遭う。特に病気を治した永利勇吉ら捕手全員が他球団に移籍し、二枚看板の一人・今西錬太郎の他、主力がほとんど引き抜かれた。激高した浜崎は「赤嶺昌志を絞首刑にしたい」と発言。新聞に掲載され、赤嶺から「子供が学校へ行けん」と言われたという。チームで唯一の捕手は新人の山下健だったが、開幕戦で急病欠場となった際には捕手経験がない内野手の明石武（後の明石晃一）が急遽捕手をすることになる事態となった。一からチームを作り直さなければならない状態であったが天保、野口二郎らの頑張りで4位を保った。
「若い投手には任せてられない」と、1950年5月7日に登板し、48歳4か月で勝利投手となり、日本プロ野球史上最年長勝利記録となる。同年11月5日には消化試合の余興として、対戦相手の毎日監督湯浅禎夫（48歳1か月）と先発投手として投げ合い、敗戦投手となる。この時の48歳10か月での出場が当時の日本プロ野球最年長記録となった。日本プロ野球史上最年長勝利記録と日本プロ野球史上最年長出場記録は、2014年9月5日に49歳0か月の山本昌（中日ドラゴンズ）が先発登板し勝利をあげるまで、64年間にわたり破られることがなく、現在はパ・リーグ最年長勝利記録とパ・リーグ最年長出場記録になっている。湯浅との合計90歳以上の顔合わせも、2012年4月15日の山本昌（中日・46歳8か月）・金本知憲（阪神・44歳0か月）まで62年間なかった珍記録であった。45歳以上での勝利数は5。各カテゴリーで投打の主軸として活躍した万能選手で打撃や走力にも優れ、三塁打・二塁打・安打・打点・盗塁などの最年長記録ホルダーでもある。投手の各最年長記録は山本に塗り替えられたが、打撃・盗塁の最年長記録の多くは保持している。
有望選手争奪は叶わず、「中西太も荒巻淳も広岡達朗も小森光生も獲れた。阪急というのは万事手遅れなんだ」と話している。後年、自著で「小林社長がもう少し野球に金をかけてくれたら、阪急の低迷は長くはならなかったのでは」と綴った。1952年に獲ったジミー・ニューベリーとジョン・ブリットンは、浜崎が「白人は戦勝国民で日本人をバカにしているから黒人を獲ってくれ」と球団に要請したものという。1953年には乏しい戦力ながら、球団に直訴して獲得した伊勢川真澄捕手やブリットン、ゲインズ、レインズの黒人3選手らの活躍で優勝争いに加わった。終盤長打力不足から優勝した南海に逆転を許したが2位と健闘した。約6年指揮を執ったが1回も優勝出来なかった事で責任をとり辞任した。

### 高橋・国鉄監督
1954年、パ・リーグの永田雅一総裁の画策で、前年までの7球団から追加された高橋ユニオンズの創設に伴い監督に就任。この就任は、毎日オリオンズの球団代表で、パ・リーグ理事長だった黒崎貞治郎を介してのもの。黒崎は麻雀友達であった。永田から「各チームから有望な若手選手を供出させる」という約束を信じ切って 既存の7球団から若い選手を預かり育てて、元の球団に選手を返すという計画を立てたが、実際に移籍したのはベテラン選手や監督に食ってかかるような問題がある選手が殆どであった。特に広商の後輩筋にあたる南海の鶴岡一人監督からは、笠原和夫、江藤正、服部武夫、黒田一博といった若手選手とは言えない酒好きで有名な選手を押し付けられた。やむなく新外国人獲得のためハワイに渡るが、収穫もなく帰国すると大勢の報道陣に囲まれ、自身が留守の間にユニオンズがこんなに注目されるチームになったかと喜んだが、報道陣の目当ては、同じパンナム便で来日したマリリン・モンローとジョー・ディマジオ夫妻であったという逸話が残る。"気品と闘志"というスローガンを掲げ、チームを鼓舞し、この年は最下位候補といわれながら8チーム中6位と健闘したが、トンボ鉛筆がスポンサーに加わり、トンボユニオンズとチーム名を改称した1955年には開幕11連敗を始め負けが込み、ノイローゼとなって頭も禿げてしまい シーズン終盤の9月20日、124試合で退任した。後を継いだ笠原和夫もチームを立て直すことは出来ず、当時あった罰則規定の勝率3割5分に及ばず（42勝98敗、勝率はジャスト3割）罰金500万円を課せられた。理由は不明だが、ことのほかスタルヒンの300勝達成に執着し苦心の継投策を行った。他にユニオンズの創設で阪急から浜崎監督と共に移籍した浜崎勝は息子で、プロ野球最初の親子選手といわれる。
その後、毎日オリオンズの二軍コーチをしながら、スポーツニッポンや報知新聞、朝日放送の評論家・解説者を務めた。1960年には、慶應の後輩で巨人監督の水原茂に投手陣の立て直しを頼まれ、一軍投手コーチに就任。非常に暗いチームを憂い水原には「もっと選手の中に飛び込んでいけ」と進言したが、この年リーグ優勝を逃し水原は退陣、浜崎も身を引いた。巨人退団後はフジテレビ解説者・サンケイスポーツ評論家（1961年 - 1962年）を務め、これが縁で産経新聞社水野成夫社長から直談判を受け、1963年には産経が経営参加する国鉄スワローズ監督に就任。この頃、オーナー企業の国鉄と産経の力関係が微妙で、また立教大学出身の砂押邦信前監督一派が非協力的だったが、天皇と言われた金田正一にも厳しく接するなどした。浜崎が「カネ、投手はバッティング練習をしなくていい」と言ったら金田が「ワシは『アンタに国鉄の状態がわかるのか。ワシが打たないと勝てないぞ。打てなくて負けたら責任取ってくれるか』と詰め寄ったら、黙って練習させてくれたな」と述べている。トレードで北川芳男を放出し巨人から宮本敏雄らを獲得し、西鉄から金銭トレードで豊田泰光を獲得し、打撃コーチには同郷の藤村富美男を招聘した。その甲斐あって、チーム打率は前年の.201（6位）から.241（4位）、1試合平均得点は2.3点から3.4点にアップした。対巨人戦には16勝12敗で勝ち越し、うるさ型の金田・豊田を抑えて大過なくチームをまとめてきたのも浜崎の功績が大きかった。
国鉄監督を退いた後、ニッポン放送の解説などを務めた。1964年同局に入社した深澤弘のプロ野球実況デビュー戦の解説の相手だったという。深澤は先輩アナから「浜崎さんを一度でも怒らせたら試合中は喋ってくれない」と忠告されたが、試合開始前の挨拶で「なんでも聞いてくれ」と言われ、技術的なこともわかりやすく説明してくれたという。
プロ野球黎明期に非常に指導者として評価の高かった人物で、阪急フロントとしっくりいっていなかった1950年には、長老・小西得郎がネット裏から見た浜崎の野球に惚れ込み、松竹ロビンスで球界復帰する際、当初監督を浜崎、助監督を水原茂の構想だったが、諸事情で失敗すると、今度は自身監督就任なら浜崎を助監督に就ける事を強く要請した。しかし当時は引き抜きが大きな問題となっていた時期で結局流れたという逸話も残る。小西とも古くからの麻雀友達で付き合いがあった。
阪急時代の挿話として吉田義男（後の阪神タイガース監督）の獲得を見送った話がある。立命館の一回生だった吉田を見たスカウトが浜崎に吉田を激賞、熱心に聴いていた浜崎が念のために体格を聞き、身長155.6cmのスカウトが「大丈夫です。私より2寸も高いんです」と言ったとたんに「あほう、そんなチビが採れるかい」と一蹴した、というもので、浜崎自身の身長がスカウトと同じだったことからユーモラスな挿話として有名になった。ヘビースモーカーで試合中にもかかわらずベンチでタバコを吹かしていたとか、大差をつけられると采配を人任せにしてベンチからいなくなったとか、負けが込み過ぎたユニオンズ時代には試合の始まる前にしか来なかったの証言もあった。監督時代は「雷おやじ」と呼ばれ、野球評論家時代にも辛口批評で「球界彦左」「球界のご意見番」などと呼ばれた。口が悪く、遠慮なくズケズケと欠点を突くが、その内容が正鵠を得ているので反って親しみを持たれたという。
苅田久徳の自伝の中に浜崎を指し「私以上の毒舌もの」との件があるが、晩年の1978年に記した浜崎の自著「48歳の青春」の中でも国鉄時代のコーチ・藤村富美男を「外見の印象とは違う幼稚園の子供のようなサインを出す小心者」とか阪急・近鉄監督時代の西本幸雄が、和歌山県出身者と毎日時代の仲間でコーチングスタッフを固めるのを「縁故のある者ばかり呼び集めてもダメ」などと切り捨てている。晩年は貴金属商を経営していた。
日本野球界への長年の功績により1978年、野球殿堂入り。1981年5月6日死去した。享年81（79歳没）。
2000年代以降、工藤公康や山本昌など高齢ながら現役を続ける投手が増えたため、浜崎の名前もスポーツ紙などでよく取り上げられる。

## 詳細情報

### 年度別投手成績
| 年 度     | 球 団     | 登 板 | 先 発 | 完 投 | 完 封 | 無 四 球 | 勝 利 | 敗 戦 | セ 丨 ブ | ホ 丨 ル ド | 勝 率 | 打 者 | 投 球 回 | 被 安 打 | 被 本 塁 打 | 与 四 球 | 敬 遠 | 与 死 球 | 奪 三 振 | 暴 投 | ボ 丨 ク | 失 点 | 自 責 点 | 防 御 率 | W H I P |
| --------- | --------- | ----- | ----- | ----- | ----- | -------- | ----- | ----- | -------- | ----------- | ----- | ----- | -------- | -------- | ----------- | -------- | ----- | -------- | -------- | ----- | -------- | ----- | -------- | -------- | ------- |
| 1947      | 阪急      | 4     | 2     | 0     | 0     | 0        | 1     | 0     | --       | --          | 1.000 | 73    | 16.1     | 15       | 1           | 15       | --    | 0        | 1        | 0     | 0        | 10    | 8        | 4.24     | 1.84    |
| 1948      | 阪急      | 17    | 4     | 0     | 0     | 0        | 3     | 3     | --       | --          | .500  | 271   | 60.2     | 66       | 2           | 13       | --    | 0        | 10       | 2     | 0        | 29    | 17       | 2.51     | 1.30    |
| 1950      | 阪急      | 9     | 3     | 0     | 0     | 0        | 1     | 2     | --       | --          | .333  | 129   | 28.0     | 34       | 3           | 19       | --    | 0        | 12       | 2     | 0        | 25    | 22       | 7.07     | 1.89    |
| 通算：3年 | 通算：3年 | 30    | 9     | 0     | 0     | 0        | 5     | 5     | --       | --          | .500  | 473   | 105.0    | 115      | 6           | 47       | --    | 0        | 23       | 4     | 0        | 64    | 47       | 4.03     | 1.54    |

### 記録
NPB最年長記録
- 得点：48歳4か月－1950年4月30日
- 安打：48歳9か月－1950年9月28日
- 二塁打：46歳8か月－1948年8月17日
- 三塁打：48歳4か月－1950年4月30日
- 打点：48歳4か月－1950年4月30日
- 盗塁：45歳10か月－1947年10月26日

パ・リーグ最年長記録
- 試合出場：48歳10か月－1950年11月5日
- 先発出場：48歳10か月－同上
- 打席：48歳10か月－同上
- 登板：48歳10か月－同上
- 先発登板：48歳10か月－同上
- 勝利：48歳4か月：1950年5月7日

投手記録
- 初登板で対戦した第一打者に被本塁打：1947年9月28日対南海ホークス14回戦（後楽園球場）先発で1回表無死安井亀和に先頭打者本塁打　※NPB史上初[61]

### 通算監督成績
- 1203試合 535勝639敗29分 勝率.456

### 表彰
- 野球殿堂競技者表彰（1978年）

### 背番号
- 50（1947年 - 1948年）
- 30（1949年 - 1955年）
- 41（1960年）
- 63（1963年）

## 関連情報

### 出演
- ABCフレッシュアップベースボール - 出演していたABCラジオのプロ野球中継の現行タイトル
- SAMURAI BASEBALL - 出演していたABCテレビ（当時はTBS系列）のプロ野球中継の現行タイトル
- ニッポン放送ショウアップナイター - 出演していたニッポン放送のプロ野球中継の現行タイトル
- 野球道 〜新時代〜 - 出演していたフジテレビのプロ野球中継の現行タイトル
- サンテレビボックス席 - 出演していたサンテレビのプロ野球中継の現行タイトル

### 著書
- 48歳の青春/浜崎真二 ベースボール・マガジン社（1978年8月）